# Ніколо-Малиця
Ніколо-Малиця (рос. Николо-Малица) — присілок в Калінінському районі Тверської області Російської Федерації.
Населення становить 386 осіб. Входить до складу муніципального утворення Заволзьке сільське поселення.

## Історія
Від 2005 року входить до складу муніципального утворення Заволзьке сільське поселення.

## Населення
| 1859 | 1886 | 2002 | 2010 |
| ---- | ---- | ---- | ---- |
| 139  | ↗166 | ↗321 | ↗386 |